# All Along the Watchtower
«All Along the Watchtower» es una canción escrita por el cantante estadounidense Bob Dylan, del álbum John Wesley Harding (1967). Esta es la canción que Dylan ha tocado más veces en directo. Hasta finales de 2018, la había interpretado más de 2.200 veces. Es un tema que ha sido versionado por diferentes artistas de muchos géneros musicales por la profunda y metafórica poesía en su letra. 
Interpretada por numerosos y variados artistas, "All Along the Watchtower" está muy identificada con la versión grabada por The Jimi Hendrix Experience para el álbum Electric Ladyland . Esta versión fue lanzada seis meses después de la original, y fue incluida en el puesto 47 entre las 500 Canciones más grandes de todos los tiempos de la revista Rolling Stone. 
Además de la grabación original, Dylan ha lanzado cuatro versiones diferentes en vivo en los álbumes: Before the Flood, Bob Dylan at Budokan, Dylan & The Dead y MTV Unplugged.

## Versiones
Dave Matthews Band hizo otra versión, con la que habitualmente cierra sus conciertos. El grupo U2 hizo una versión muy reconocible por su línea de bajo y particular introducción de guitarra. La misma forma parte del disco y película Rattle & Hum en donde se aprecia que momentos antes de subir al escenario deciden tocar esta canción. La versión de Jimi Hendrix ha sido incluida en la película Watchmen y anteriormente en Forrest Gump, también está la versión de Neil Young en vivo para el concierto en honor a Dylan. Asimismo aparece en la película Una historia del Bronx de Robert De Niro y en un episodio de Los Simpsons (Mi madre la asaltacoches. Capítulo 2 de la temporada 15). Es la canción con la que el grupo Sylvara abría y cerraba los conciertos durante la gira SYL99.

## All Along the Watchtoweren la cultura popular
Este tema, en la versión original de Bob Dylan, aparece en la película American Beauty, de Sam Mendes. La música suena justo en el momento en que Lester Burnham (Kevin Spacey) ha retomado las riendas de su vida y comienza a ponerse en forma levantando pesas en el garaje.
En el final de la tercera temporada de Battlestar Galáctica, ésta era la canción que oían en su cabeza cuatro personajes. Citan partes de la letra en algún momento. Incluso la tararean cuando se juntan en una misma habitación. El tema es retomado en episodios de la cuarta temporada, debido a que la música en sí misma forma parte de la mitología de la serie.
En la película The Way of War, protagonizado por Cuba Gooding Jr., se usa una versión de "All along the Watchtower".
En la película Solo ante la ley 1989, protagonizado por James Woods, se usa la versión de Hendrix de "All along the Watchtower".
En la banda sonora de la película Forrest Gump también aparece la versión de Hendrix.
Es una canción que se puede tocar en el videojuego Guitar Hero 5.
En la banda sonora de la película Watchmen también aparece la versión de Hendrix.
También se usó en los tráileres de 2 Guns y Hombres de negro III.
La película The Martian de 2015, protagonizada por Matt Damon, también se incluye la versión de Hendrix en una breve escena. 
La versión de Hendrix es el tema principal del videojuego lanzado en 2016 Mafia III.
La versión de Devlin es el tema principal de la serie emitida por HBO The Young Pope, protagonizada por Jude Law.
En la serie Lucifer de Fox, Lucifer toca una versión en piano de la canción en el capítulo uno de la segunda temporada.